# Never Enough
"Never Enough" je prvi singl nizozemskog symphonic metal sastava Epica s albuma The Divine Conspiracy. Sadrži i pjesme Chasing the Dragon i Safeguard to Paradise.